# José Manuel Gallegos
José Manuel Gallegos (Abiquiú, 30 de octubre de 1815-Santa Fe, 21 de abril de 1875) fue un político mexicano-estadounidense, que se desempeñó como delegado al Congreso de los Estados Unidos por el Territorio de Nuevo México en dos períodos.

## Biografía
Nacido en Abiquiú en 1815, en lo que hoy es el condado de Río Arriba en Nuevo México, asistió a escuelas parroquiales. Estudió teología en el colegio jesuita de Victoria de Durango (México), se graduó en 1840 y fue ordenado sacerdote católico. Se desempeñó como miembro de la asamblea legislativa de lo que entonces era el territorio mexicano de Santa Fe de Nuevo México de 1843 a 1846. Se desempeñó como miembro del primer consejo territorial del Territorio de Nuevo México en 1851.
Fue elegido como candidato del Partido Demócrata al trigésimo tercer Congreso de los Estados Unidos (4 de marzo de 1853-3 de marzo de 1855). Fue elegido para un segundo mandato, pero sirvió sólo brevemente, del 4 de marzo de 1855 al 23 de julio de 1856, cuando fue sucedido por Miguel Antonio Otero. Se desempeñó como miembro de la Cámara de Representantes Territorial de 1860 a 1862 y se desempeñó como presidente. Fue candidato a las elecciones de 1862 para el trigésimo octavo Congreso de los Estados Unidos, sin éxito.
En 1862, fue hecho prisionero de guerra por las tropas confederadas de Texas cuando pasaron por Santa Fe (Nuevo México). Se desempeñó como Tesorero del Territorio de Nuevo México en 1865 y 1866, y como superintendente de Asuntos Indígenas en Nuevo México en 1868.
Fue elegido al cuadragésimo segundo Congreso de los Estados Unidos (4 de marzo de 1871-3 de marzo de 1873). Como no hablaba inglés, pidió que se le permitiera un traductor en el recinto de la Cámara de Representantes, siendo la solicitud denegada. Fue candidato a la reelección en 1872 al cuadragésimo tercer Congreso. Murió en Santa Fe en 1875 y allí fue enterrado en el cementerio católico.